# Psychologie ergonomique
 (janvier 2024).
La forme ressemble trop à un extrait de cours et nécessite une réécriture afin de correspondre aux standards de Wikipédia.
 (janvier 2024).
La mise en forme du texte ne suit pas les recommandations de Wikipédia : il faut le « wikifier ».
Les points d'amélioration suivants sont les cas les plus fréquents. Le détail des points à revoir est peut-être précisé sur la page de discussion.
- Les titres sont pré-formatés par le logiciel. Ils ne sont ni en capitales, ni en gras.
- Le texte ne doit pas être écrit en capitales (les noms de famille non plus), ni en gras, ni en italique, ni en « petit »…
- Le gras n'est utilisé que pour surligner le titre de l'article dans l'introduction, une seule fois.
- L'italique est rarement utilisé : mots en langue étrangère, titres d'œuvres, noms de bateaux, etc.
- Les citations ne sont pas en italique mais en corps de texte normal. Elles sont entourées par des guillemets français : « et ».
- Les listes à puces sont à éviter, des paragraphes rédigés étant largement préférés. Les tableaux sont à réserver à la présentation de données structurées (résultats, etc.).
- Les appels de note de bas de page (petits chiffres en exposant, introduits par l'outil «  Source ») sont à placer entre la fin de phrase et le point final[comme ça].
- Les liens internes (vers d'autres articles de Wikipédia) sont à choisir avec parcimonie. Créez des liens vers des articles approfondissant le sujet. Les termes génériques sans rapport avec le sujet sont à éviter, ainsi que les répétitions de liens vers un même terme.
- Les liens externes sont à placer uniquement dans une section « Liens externes », à la fin de l'article. Ces liens sont à choisir avec parcimonie suivant les règles définies. Si un lien sert de source à l'article, son insertion dans le texte est à faire par les notes de bas de page.
- La présentation des références doit suivre les conventions bibliographiques. Il est recommandé d'utiliser les modèles {{Ouvrage}}, {{Chapitre}}, {{Article}}, {{Lien web}} et/ou {{Bibliographie}}. Le mode d'édition visuel peut mettre en forme automatiquement les références.
- Insérer une infobox (cadre d'informations à droite) n'est pas obligatoire pour parachever la mise en page.

Pour une aide détaillée, merci de consulter Aide:Wikification.
Si vous pensez que ces points ont été résolus, vous pouvez retirer ce bandeau et améliorer la mise en forme d'un autre article.
La psychologie ergonomique est une branche de la psychologie dont les résultats, connaissances, méthodes et outils sont en lien avec l'ergonomie. Elle est psychologique en tant qu'elle centre ses analyses sur les comportements tels qu'ils s'expriment au niveau individuel. Elle est ergonomique dans la mesure où ses travaux portent sur les situations de travail, celles-ci devant être prises au sens large pour inclure toute activité orientée impliquant des objets techniques.
L'article d'introduction d'un numéro spécial consacré à la psychologie ergonomique dans la revue le Travail Humain précise :
« Nous nous référerons à la psychologie ergonomique pour désigner les travaux en ergonomie, fortement ancrés dans la psychologie cognitive mais non limités à celle-ci, qui ont pour objet d’étude la conception et l’évaluation des outils et des situations de travail. Cette discipline recoupe des recherches et des pratiques. Les pratiques des psychologues ergonomes consistent à intervenir dans des situations de travail pour les concevoir (ou participer à leur conception), les évaluer, les améliorer. (…) Les recherches dans ce domaine relèvent principalement de la psychologie cognitive mais s’en distinguent partiellement par leur objectif d’action sur des dispositifs socio-techniques. »
Ainsi, les fondements de la psychologie en ergonomie sont liés au développement de la psychologie cognitive, dont les résultats et méthodes ont été utilisés par les ergonomes dès les années 1970. Bien que la notion « d'ergonomie cognitive » ait été parfois préférée, probablement en raison d'une proximité avec la notion anglophone de « cognitive engineering », l'expression « psychologie ergonomique » a été utilisée très tôt, notamment par Jacques Leplat.
La discipline s'est développée en France pendant la période 1980 et 1990 sans être fédérée par une structure scientifique nationale. Les relations avec l'ergonomie et la SELF ont été suffisantes pour structurer les intérêts de la discipline pendant ces premières années. C'est au cours des années 2000 qu'un groupe de recherche (GDR) a été institué auprès du CNRS à l'initiative de Jean-Michel Hoc. Ce GDR intégrait (en 2006) 39 équipes de recherches incluant 144 chercheurs et 112 doctorants. Le GDR est arrivé à échéance en fin d'année 2011 et a donné naissance à l'association ARPEGE dont la vocation est de développer les travaux engagés dans le GDR.
En référence au découpage utilisé par Tricot, Détienne et Bastien (2003), la structure d'article proposée ici présente la discipline en trois temps, à travers ses objets (champs d'étude), ses paradigmes (théories utilisées) et ses méthodes. Une partie supplémentaire est ajoutée pour présenter la communauté francophone des psychologues ergonomes.

## Champs d'étude

### Les liens cognition-émotion
Echelle micro. Champ transverse.
cf. Cahour

### Technologies de l'information et de la communication (TIC)
Technologies de l'information et de la communication (Web / Multimédia) :
- Utilisabilité / Utilité / Acceptabilité (Jakob Nielsen[9])
- Recherche d'information
- Traitement cognitif des documents
- Critères ergonomiques de Bastien et Scapin[10]

### Conduite de systèmes dynamiques
Automobile, industries navale, nucléaire, aéronautique, etc. (Hoc, Amalberti, Chauvin, etc.)

### Coopération / Collaboration

#### Innovation
- Conception (Norman)
- Prospective (Brangier, Nelson)

#### Aspects sociotechniques et organisationnels
Notion de rôle
- Étude des collectifs au travail et des collectifs en ligne

Détienne, Barcellini

## Paradigmes
Exclusion de cette présentation des travaux de psychologie du développement (notamment Piaget et Bruner) bien que des références fréquentes soient faites à ces travaux et que ces auteurs aient développé des apports considérables, qui ont eu des effets sur la psychologie ergonomique comme dans les autres sous-disciplines de la psychologie.

### Influence de la psychologie cognitive
Mémoire ⇒ Traitement contraint ⇒ Appels aux connaissances antérieures. Cette approche correspond à la notion classique de l'expertise (développé chez Mayer et Sweller. Théorie additive des traitements cognitifs. Notion de charge cognitive)
Critiques :
- Spécificité des processus mis en place par les individus par adaptation à l'environnement.
- Difficulté à articuler les niveaux de traitement (règles et routines / niveau d'abstraction)
- Absence de la notion de fonction (critique adressée à Jerry Fodor à l'oral à EuroCogSci 2007)
- Invalidation du caractère additif des traitements (e.g. Effet de préemption, Wickens)

### Apports de l'ergonomie cognitive
Rasmussen : SRK + approche générale de "cognitive engineering" : hiérarchies d'abstraction
Notion d'affordance
Théorie de l'activité en ergonomie francophone
Développements théoriques de l'ergonomie francophone :
- Théorie instrumentale (Rabardel)
- Cours d'action (Theureau). Pointer la largeur de vue de la théorie du cours d'action qui intègre les remarques faites dans d'autres sous parties de cet article

### Renouvellement de la cognition (située, incarnée, distribuée)
- Cognition située (Suchman)
- Cognition incarnée (Énaction : Varela)
- Cognition distribuée (Hutchins)

### Théories de l'activité
Les théories de l'action sont multiples et peuvent renvoyer à des approches en philosophie, en sociologie et en économie (voir l'article Théorie de l'action). On trouve également une approche plus spécifique à l'ergonomie dans l'ouvrage de Donald Norman "The Design of Everyday Things".
En ergonomie, on parlera préférentiellement de théories de l'activité dans la mesure où les analyses des psychologues-ergonomes sont focalisées sur le déploiement de l'activité des personnes confrontées à des objets techniques. La notion d'action est alors comprise plutôt comme une unité de description d'une activité globale. Cette approche est très différente de la philosophie de l'action qui envisage la notion d'action dans toute sa généralité.

#### L'analyse pragmatique
Une analyse fondamentale pour la psychologie ergonomique a été fournie par John Austin (1962). Cet auteur en philosophie analytique et en pragmatique a montré l'insuffisance de l'analyse des communications sous l'angle d'un simple échange d'informations. Il a montré que, lors d'un échange verbal, les énoncés des interlocuteurs sont des actes dont l'interprétation repose sur le fait que (1) ils sont produits intentionnellement, (2) ils sont reconnaissables en fonction de conventions sociales et (3) leur réussite ou leur échec (i.e. leur effet) dépend des destinataires. Sur cette base, il devient nécessaire d'analyser les communications sous l'angle des fonctions des actes communicatifs.
- Illusion descriptive.
- Notion de performativité.

#### Emergence d'une théorie de l'activité en ergonomie internationale
Nardi
Vygotsky, Leontiev, Engeström, Kuutti (voir aussi Théorie de l'activité)

#### Théorie de l'acteur-réseau
Une autre approche de l'activité est utilisée en ergonomie. Celle-ci relève de la sociologie de la traduction défendue notamment par Bruno Latour avec la Théorie de l'acteur-réseau.

## Méthodes

### Approche expérimentale
Méthode scientifique classique

### Clinique de l'activité
Méthode psychologique classique

### Méthodes d'entretien
- L'entretien d'explicitation (Vermersch)

### Analyse de la cognition sociale distribuée
Méthode récente. Base dans la théorie des actes de langage. Analyse des rôles sur la base du contenu des échanges et de la structure générale du groupe.

## Communauté de la psychologie ergonomique
Présentation du GDR Psycho-Ergo. Présentation de l'association ARPEGE.
- Universités
- Laboratoires
- Cabinets (limite de l'encyclopédisme)

Quelles relations entre ergonomie associative, institutionnelle, universitaire et privé ?